# Tisovac (Staro Petrovo Selo)
Tisovac falu Horvátországban, Bród-Szávamente megyében. Közigazgatásilag Staro Petrovo Selohoz tartozik.

## Fekvése
Bródtól légvonalban 40, közúton 47 km-re északnyugatra, Pozsegától   légvonalban 14, közúton 34 km-re délnyugatra, községközpontjától légvonalban 3, közúton 4 km-re északra, Nyugat-Szlavóniában, a Pozsegai-hegység déli lejtőin, a Pokotina-patak partján fekszik.

## Története
Tisovac neve 1362-ben bukkan fel először „possessio Thysicha” alakban egy orbászi nemesek közti birtokcserével kapcsolatban. 1455-ben Szvinnai Albert mester és neje zapolyai Vajda Mihály leánya Katalin amiatt panaszkodnak a király előtt, hogy Zapolyai László a Katalin asszony tiszovczi birtokán („Thyzowcz”) országos törvények ellenére kastélyt vagyis erősséget („castellum seu fortalicium”) emeltetett. A középkorban e vidék ura a Borics nemzetség volt, akik rokonságban álltak a 15. században nagy hatalomra szert tett Szapolyai-családdal. A család ősi központja az innen mindössze 5 km-re délnyugatra fekvő Szapolya (Zapolje) volt. Az, hogy 1455-ben a család itt várat épített csak felemelkedésének kezdete volt. A 16. századra az akkori Magyar Királyság egyik legjelentősebb családja lett, akik két királyt is adtak az országnak. A térség 1536-ban került török uralom alá. Ekkor pusztulhatott el a középkori település és vára is.
A térség 1691-ben szabadult fel a török uralom alól. A török kiűzése után az új határ a Száva folyó lett. Boszniából a határ őrzésére horvát katolikusok és pravoszláv szerbek települtek ide. 1698-ban a kamarai összeírásban nem szerepel a török uralom alól felszabadított szlavóniai települések között. Lakói határőrszolgálatuk fejében földet kaptak és mentesültek az adófizetés alól. Békeidőben mezőgazdasággal, állattartással foglalkoztak. 1730-ban 12 katolikus ház állt a településen és már említik a középkori romokon épített Szent Kereszt kápolnát is. 1746-ban 11 házában 90 katolikus lakos élt. 1760-ban 16 házában 28 család élt 151 fővel. 1766-ban a staro petrovo seloi plébánia része lett.
Az első katonai felmérés térképén „Tisovacz” néven található. A gradiskai ezredhez tartozott. Lipszky János 1808-ban Budán kiadott repertóriumában „Tiszovacz” néven szerepel. Nagy Lajos 1829-ben kiadott művében „Tiszovacz” néven 46 házzal, 236 katolikus és 3 ortodox vallású lakossal találjuk. A katonai közigazgatás megszüntetése után 1871-ben Pozsega vármegyéhez csatolták.
A falunak 1857-ben 216, 1910-ben 366 lakosa volt. Az 1910-es népszámlálás szerint lakosságának 94%-a horvát, 4%-a cseh anyanyelvű volt. Pozsega vármegye Újgradiskai járásának része volt. Az első világháború után 1918-ban az új szerb-horvát-szlovén állam, majd később (1929-ben) Jugoszlávia része lett. A település 1991-től a független Horvátországhoz tartozik. 1991-ben lakosságának 98%-a horvát nemzetiségű volt. 2011-ben 363 lakosa volt, akik mezőgazdasággal, állattartással foglalkoztak.

## Lakossága
| Lakosság változása | Lakosság változása | Lakosság változása | Lakosság változása | Lakosság változása | Lakosság változása | Lakosság változása | Lakosság változása | Lakosság változása | Lakosság változása | Lakosság változása | Lakosság változása | Lakosság változása | Lakosság változása | Lakosság változása | Lakosság változása |
| ------------------ | ------------------ | ------------------ | ------------------ | ------------------ | ------------------ | ------------------ | ------------------ | ------------------ | ------------------ | ------------------ | ------------------ | ------------------ | ------------------ | ------------------ | ------------------ |
| 1857               | 1869               | 1880               | 1890               | 1900               | 1910               | 1921               | 1931               | 1948               | 1953               | 1961               | 1971               | 1981               | 1991               | 2001               | 2011               |
| 216                | 264                | 259                | 320                | 344                | 366                | 331                | 387                | 378                | 396                | 449                | 438                | 423                | 437                | 399                | 363                |

## Gazdaság
A helyi gazdaság alapja a mezőgazdaság, az állattartás és a turizmus.

## Nevezetességei
- Szent Balázs tiszteletére szentelt római katolikus kápolnája a staro petrovo seloi plébánia filiája. Elődje egy a Szent Kereszt tiszteletére szentelt fakápolna volt, melyet a falun kívül fekvő temetőben építettek még a 18. században a középkori templom alapjain. Ennek a kápolnának az emlékét őrzi ma a plébániatemplomban a Szent Kereszt mellékoltár. A 19. században a faluban egy másik kápolnát építettek, melyet Szent Balázs tiszteletére szenteltek. 1899-ben ezt is lebontották és helyette 1900-ban építették fel a mai kápolnát. A kápolna nem szerencsés helyen, csaknem az út közepén áll és alig húsz ember fér el benne, így amikor mise van a hívek többsége a kápolna elé, az útra szorul. Emiatt havonta csak egy vasárnap és Szent Balázs ünnepén tartanak benne istentiszteletet.
- A falu temetője középkori régészeti lelőhely. A temető északi részén egy mintegy 40-szer 40 méteres kis magaslat látható, ahol alapfalak maradványai találhatók. Itt és tőle keletre a szántóföldön nagyon sok cseréptöredék került elő, melyek középkori településre utalnak. A 18. században még látszottak a település középkori templomának alapfalai. A régi falakból mára csak egy 10 méter hosszúságú, észak-déli irányú falszakasz maradt két, erre merőleges, mintegy 5 méteres faldarabbal. A leletek korát a szakemberek a 13.-15. századra tették. A lelőhelyen római kori téglák is előkerültek, mely arra utal, hogy itt már az ókorban is épület, vagy épületek álltak.
- Turdics (Tvrdić) várának maradványai a falutól északra, egy 360 méteres magaslaton találhatók, melyet a Jambrovac és a Pokotina-patakok folynak körül. Közvetlen közelében a domboldalon még két kisebb patak folyik le a völgybe. A várról nem sokat lehet tudni, valószínűleg a 13. században építették nemesi várként. A lelőhelyet mára teljesen benőtte a növényzet. Központi része egy nagyjából 20-szor 20 méteres ovális magaslat, melynek közepén egy 7 és félszer 10 méteres bemélyedés, északkeleti részén egy félkör alakú mesterséges mélyedés, délnyugati részén pedig egy kis kiugrás található. A központi részt egy 10 méter szélességű árok övezi, melynek legnagyobb mélysége 6-7 méter a keleti oldalon található. Azonos lehet a középkori forrásokban „Tordych, Therdich, Therdygh, Tverdygh” [3] alakokban említett birtokkal.
- A falu feletti Jambrovac nevű magaslat kedvelt kirándulóhely, ahonnan tiszta időben nagyszerű kilátás nyílik a környező hegyekre.

## Oktatás
A településen a staro petrovo seloi elem iskola alsó tagozatos területi iskolája működik.